# Mina de Sotiel Coronada

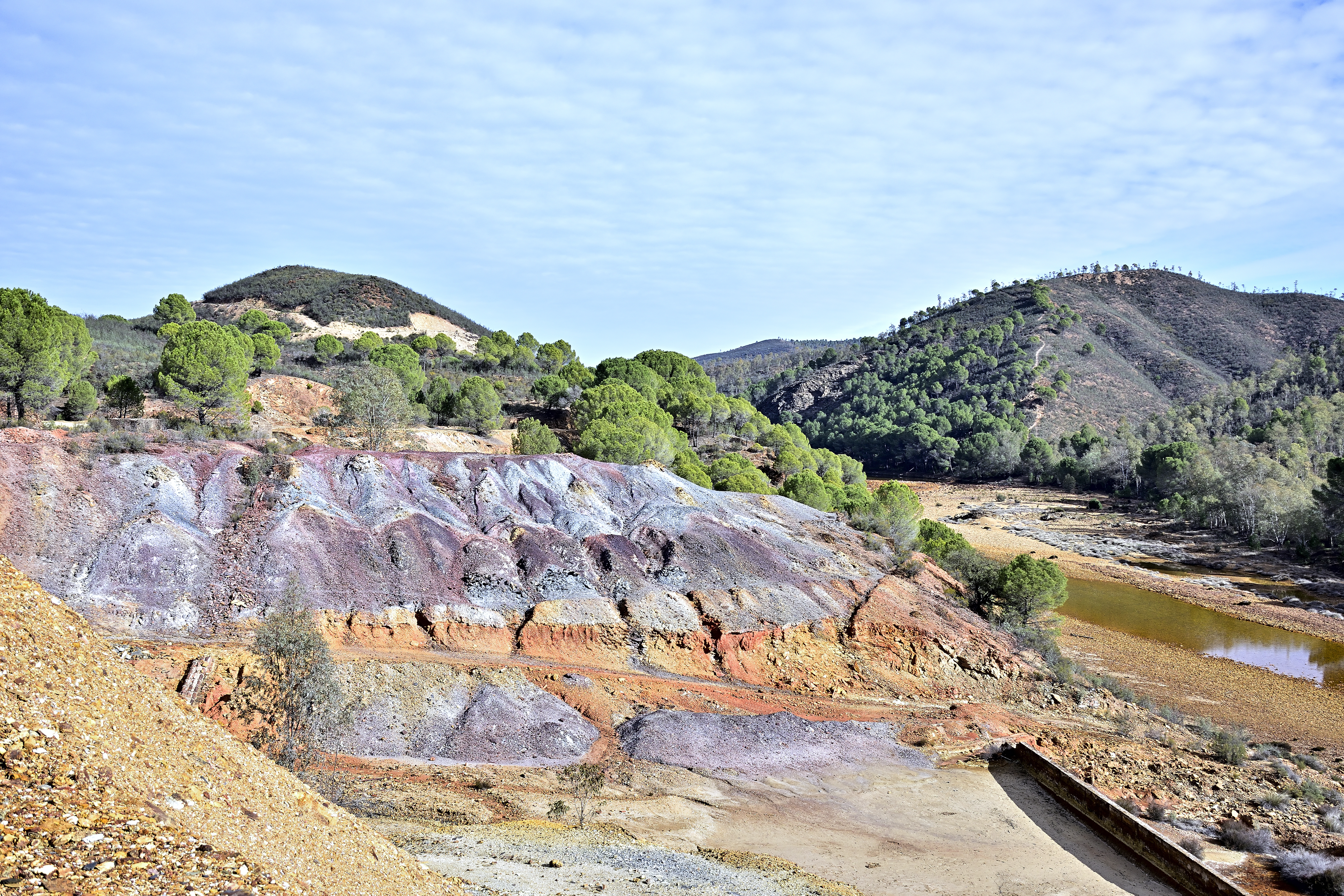
Vista de las teleras de la mina de Sotiel Coronada, en 2019.

La mina de Sotiel Coronada, también conocida como Sotiel-Coronada, es un yacimiento minero español situado dentro del término municipal de Calañas, en la provincia de Huelva. Forma parte de la denominada Faja pirítica ibérica y su masa mineral se compone principalmente de piritas cobrizas. La actividad extractiva en la zona tiene una larga tradición, pues Sotiel Coronada ha estado en explotación en varias ocasiones durante la Antigüedad y la Edad Contemporánea.

## Historia

### Prehistoria y Antigüedad
Hay constancia material de que durante la Prehistoria ya se realizaron labores mineras en esta área, pudiendo situarse su inicio entre finales del II milenio a. C. y comienzos del I milenio a. C. Mayor importancia alcanzarían los trabajos mineros en Sotiel Coronada durante la época romana, cuando se realizó una explotación de mucha mayor intensidad. Las labores de exploración se realizaron en su mayor parte mediante pozos verticales, realizándose asimismo labores subterráneas a través de galerías interiores —muchas de ellas de pequeño tamaño—. Los estudios contemporáneos de los escoriales romanos de la zona han indicado que la plata fue el metal de mayor producción durante este período, aunque también se realizó metalurgia de cobre. Sotiel Coronada es una de las pocas minas de la península ibérica en las que se han encontrado restos arqueológicos de época visigoda, si bien se cree que las labores mineras se limitaron al aprovechamiento de productos residuales.

### Edad Contemporánea
Hacia mediados del siglo XIX se volvió a poner en marcha la explotación minera de Sotiel Coronada. Esto se produjo tras la visita a la zona que realizó el ingeniero francés Ernest Deligny, en 1853. Sin embargo, las labores mineras de mayor importancia no comenzaron hasta 1863 bajo iniciativa de los hermanos Conradi, que explotaron las concesiones de La Coronada y Virgen de España.
A partir de 1883 una empresa de capital luso, la Companhia Mineira Sotiel Coronada, pasó a hacerse con el control de todas las concesiones mineras de Sotiel-Coronada. Se mantuvo la explotación mediante galerías subterráneas, mientras que el tratamiento de los minerales se realizaba mediante calcinación al aire libre (teleras) o mediante la precipitación en canaleos y balsas de cementación. Durante aquellos años llegaron a procesarse entre 400.000 y 500.000 toneladas de mineral. A partir de 1900 se puso en marcha la explotación a cielo abierto a través de la Corta de Fraguas Viejas. Las instalaciones mineras llegaron a estar enlazadas con el ferrocarril de Buitrón a través de un ramal de vía estrecha que estuvo en servicio entre 1886 y 1941. La pirita extraída era transportada hasta San Juan del Puerto, desde donde salía por vía marítima. En diciembre de 1904 la británica United Alkali Company adquirió los yacimientos de Sotiel Coronada a la Companhia Mineira Sotiel Coronada.
Tras la guerra civil, bajo el régimen franquista preponderó una tendencia nacionalizadora en el mundo de los negocios que también se hizo notar en la minería. En septiembre de 1941 las minas y las instalaciones industriales de Sotiel Coronada fueron adquiridos por la sociedad Unión Española de Explosivos (UEE), si bien esta empresa no reactivó la explotación. En la década de 1970 la empresa estatal Minas de Almagrera realizó trabajos de investigación en la zona, reiniciando la extracción de mineral en 1983 mediante labores subterráneas en la masa Migollas. Almagrera llegó a levantar una planta para la producción de concentrados de mineral y una planta de ácido sulfúrico. La explotación de la mina cesó en 2001, debido a los bajos precios del cobre en el mercado internacional.
En 2015, tras haber recibido los permisos administrativos, la empresa Matsa reactivó la explotación de Sotiel Coronada.

## Ferrocarril

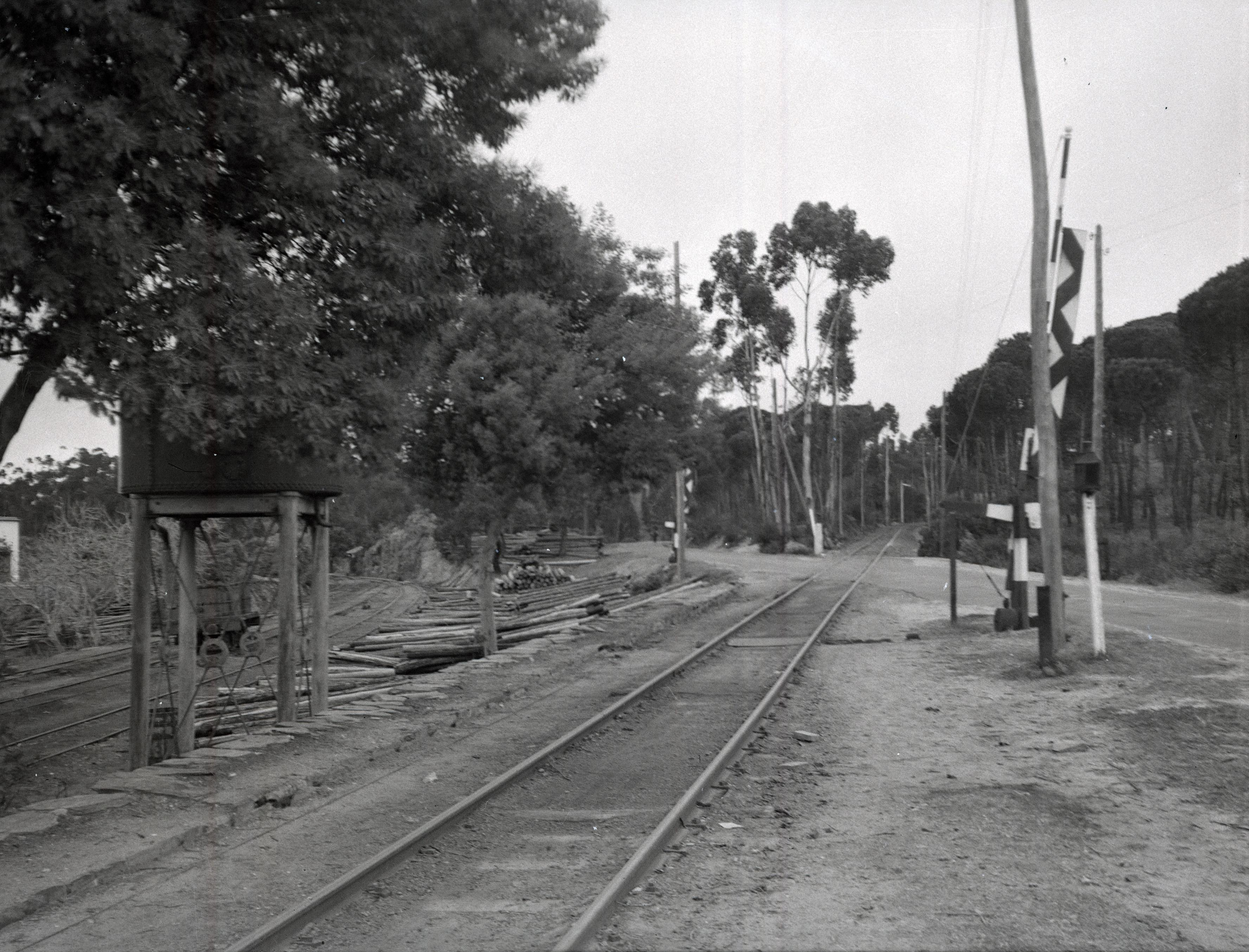
Vista de las instalaciones en la estación del Cuervo, c. 1940.

En 1886 se construyó un ramal que enlazaba la mina Sotiel con el ferrocarril de Buitrón a través de la estación de El Cuervo, permitiendo así dar salida a las piritas y minerales cobrizos que se extraían. El proyecto fue obra del ingeniero británico Diego Bull, quien también dirigió su construcción. El trazado tenía una longitud de 10,738 kilómetros y era de vía estrecha, con un ancho de 1067 milímetros. Este ramal se mantuvo en servicio hasta 1941, siendo desmantelado posteriormente. También llegó a operar, entre 1982 y 2001, un ramal de ancho ibérico que enlazaba el concentrador de Almagrera con la estación de Calañas.